# 1920 en Suisse
Chronologie de la Suisse
- 1916
- 1917
- 1918
- 1919
- 1920
- 1921
- 1922
- 1923
- 1924

Chronologie de la Suisse
1919 en Suisse - 1920 en Suisse - 1921 en Suisse

## Gouvernement au1erjanvier 1920
- Conseil fédéral[1]:
  - Giuseppe Motta PDC, président de la Confédération
  - Edmund Schulthess PRD, vice-président de la Confédération
  - Robert Haab PRD
  - Karl Scheurer PRD
  - Ernest Chuard PRD
  - Jean-Marie Musy PDC
  - Felix-Louis Calonder PRD

## Évènements

### Janvier
Jeudi 1er janvier 
- Introduction de la semaine de travail de 48 heures.

 Mercredi 7 janvier 
- Le Conseil fédéral annonce la suppression, pour le mois de mars suivant, des dernières cartes de ravitaillement, qui concernent le fromage et le sucre.

 Vendredi 9 janvier 
- Décès à Vevey (VD), à l’âge de 74 ans, d’Albert de Montet, auteur du Dictionnaire historique des Genevois et des Vaudois.

 Samedi 31 janvier 
- Création à Olten (SO) de l’association Pro Infirmis.

### Février
Jeudi 5 février 
- Vernissage, à la Kunsthalle de Bâle, de la première exposition du peintre et auteur allemand Hermann Hesse.

 Jeudi 12 février 
- Election d’Heinrich Häberlin (PRD) au Conseil fédéral.
- Décès à Zurich, à l’âge de 65 ans, de l'écrivain et professeur de littérature Adolf Frey.

 Vendredi 13 février 
- Dans une déclaration de Londres, les grandes puissances garantissent la neutralité de la Suisse et la déclarent compatible avec l'appartenance à la Société des Nations. En tant que membre de cette institution, la Suisse devra prendre part aux sanctions économiques décidée par la société, mais pas aux mesures militaires.

 Vendredi 20 février 
- Grève des ouvriers occupés au creusement du tunnel ferroviaire du Hauenstein pour revendiquer la journée de six heures en raison de leurs dures conditions de travail.

### Mars
Jeudi 4 mars 
- Une bombe explose devant le consulat des États-Unis à Zurich.

 Mardi 16 mars 
- Sur la ligne ferroviaire su col de la Bernina (GR), une avalanche emporte un train de déneigement. Huit cheminots perdent la vie.

 Dimanche 21 mars 
- Votations fédérales. Le peuple rejette, par 256 401 non (50,2 %) contre 254 455 oui (49,8 %), la Loi fédérale portant réglementation des conditions de travail.
- Votations fédérales. Le peuple approuve, par 276 021 oui (55,3 %) contre 223 122 non (44,7 %), l’Initiative populaire « Interdiction des maisons de jeu ».

### Avril
Vendredi 9 avril 
- Le Conseil fédéral adopte un projet d’arrêté pour lutter contre la crise du logement.

### Mai
Jeudi 6 mai 
- Création à Berne de la Bibliothèque pour Tous sous la forme d’une fondation de droit public subventionnée par la Confédération et les cantons.

 Dimanche 16 mai 
- Votations fédérales. Le peuple approuve, par 416 870 oui (56,3 %) contre 323 719 non (43,7 %), l’adhésion de la Suisse à la Société des Nations.

 Dimanche 23 mai 
- Congrès international pour la paix à Bâle.

 Samedi 29 mai 
- Les Young-Boys s’adjugent, pour la cinquième fois de leur histoire, le titre de champion de Suisse de football.

### Juin
Dimanche 6 juin 
- Huitième congrès de l’Association internationale pour le suffrage féminin à Genève.

 Samedi 19 juin 
- Annonce du prochain rétablissement des relations diplomatiques entre la Suisse et le Vatican, interrompues depuis le Kulturkampf.

 Dimanche 20 juin 
- Lâcher des premiers bouquetins, au nombre de sept, dans le Parc national suisse (GR).

### Juillet
Mercredi 14 juillet 
- Début des activités du Bureau international du travail à Genève.

### Août
Lundi 2 août 
- Début du Congrès international des mineurs à Genève.

 Lundi 30 août 
- Le Conseil fédéral rejette une demande des syndicats de cheminots visant à renforcer la surveillance des wagons internationaux, notamment ceux provenant de Pologne, dans le but d’empêcher des livraisons d'arme.

### Septembre
Mardi 7 septembre 
- Fondation de la Fédération des Églises protestantes de la Suisse.

 Jeudi 16 septembre 
- Journée officielle du premier Comptoir suisse à Lausanne.

 Jeudi 23 septembre 
- Le premier appareil atterrit au champ d’aviation qui deviendra l’aéroport de Genève-Cointrin.

 Vendredi 24 septembre 
- En Valais, des pluies torrentielles font sortir le Rhône et d’autres rivières de leur lit.

### Octobre
Dimanche 31 octobre 
- Votations fédérales. Le peuple approuve, par 369 466 oui (57,1 %) contre 277 342 non (42,9 %), la Loi fédérale concernant la durée du travail dans l'exploitation des chemins de fer et autres entreprises de transport et de communications.

### Novembre
Vendredi 5 novembre 
- Décès, à Genève, à l’âge de 66 ans, du psychologue Théodore Flournoy.

 Lundi 8 novembre 
- Création de l'Office fédéral du travail, devenu l’Office fédéral de la formation et de la technologie.

 Mercredi 10 novembre 
- La Suisse et la Principauté du Liechtenstein signent un accord postal.

 Lundi 15 novembre 
- Première assemblée de la Société des Nations à Genève ouverte par le conseiller fédéral Giuseppe Motta, en présence de représentants de 42 pays.
- Ouverture de l'École d'agriculture de Viège (VS).

### Décembre
Vendredi 10 décembre 
- L’écrivain Carl Spitteler reçoit le Prix Nobel de littérature qui lui avait été décerné en 1919.
- Le physicien Charles Édouard Guillaume reçoit le Prix Nobel de physique.

 Samedi 11 décembre 
- Lors du Congrès extraordinaire du Parti socialiste suisse, les délégués refusent d'adhérer à la IIIe Internationale fondée par Lénine.

 Dimanche 12 décembre 
- Mise en service de la traction électrique sur la ligne du Tunnel ferroviaire du Saint-Gothard, entre Erstfeld (UR) et Biasca (TI).

 Mercredi 15 décembre 
- Premier numéro de la Feuille d'avis du district de Monthey.

 Vendredi 17 décembre 
- La Société des Nations refuse de modifier les frontières pour permettre un rattachement du Vorarlberg à la Suisse, comme cet État d’Autriche l’avait demandé par référendum en 1919.
- Le Conseil national décide qu’à partir de 1921, tous les débats des deux Chambres seront sténographiés.